# 企業號航空母艦 (CVN-65)

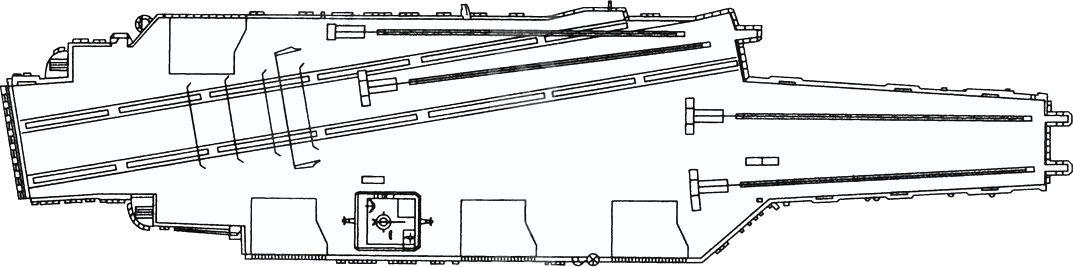
企業號甲板平面圖，1999年

企業號航空母艦（英語：USS Enterprise，舷號CVN-65，中文也常被意譯為進取號或勇往號，綽號大E（Big E）），是美國海軍第一代及世界第一艘核動力航空母艦，是唯一一艘建成的企業級航空母艦。企业号是美軍第八艘以企業為名的軍艦，艦名源自美國獨立戰爭期間美軍俘獲並更名的一艘英國單桅縱帆船。
企業號在1958年開始建造，在1960年下水，最後於1961年服役。不久企業號在古巴導彈危機中封鎖古巴海域，然後在大西洋及地中海執勤，並曾在不補充燃料的情況下環球航行一圈。1965年企業號由大西洋調往太平洋艦隊，先後七次派往參與越戰，並在戰爭結束前夕參與西貢市常風行動的撤僑行動。除大型戰爭外，企業號也參與冷戰時期多場地緣政治事件，包括1963年復興黨於伊拉克及敘利亞軍變奪權後到黎巴嫩戒備、1971年印巴戰爭時開往印度外海宣示力量、普韋布洛號扣留事件及EC-121擊落事件發生後到北韓外海巡弋、向烏干達總統「蘇格蘭王」伊迪·阿敏施壓、參與環太平洋演習、拯救越南船民、到北太平洋向蘇聯示威、1986年在利比亞攔截蘇聯飛機、於兩伊戰爭期間護衛進出波斯灣的油輪、與伊朗海軍交戰以及介入菲律賓政變等等，其足跡遍佈全球。
踏入1990年代，企業號調回大西洋，並在地中海及阿拉伯海執勤。期間企業號曾派往亞得里亞海，到發生種族屠殺的前南斯拉夫地區支援北約維和部隊；又曾介入伊拉克的庫爾德內戰，在沙漠打擊行動及沙漠之狐行動空襲伊拉克的軍事據點。1990年代末，企業號開始參與南方守望行動，並在2001年九一一襲擊後率先參與持久自由行動及阿富汗戰爭。踏入21世紀，企業號在伊朗核問題上扮演美國的外交施壓角色，亦曾應對索馬里海盜問題。
企業號在美國海軍服役51年，是海軍在役最長的航空母艦。企業號在2012年12月1日舉行退役儀式，由於移除核反應爐時必須先拆解大面積艦體，再加上保留艦島的成本過高，故此海軍將會把企業號全艦拆解，而不保留作博物館艦。在企業號的退役典禮上，美國海軍部長宣佈將籌建中的一艘福特級航空母艦命名為企業，以為承傳。2017年2月3日，企業號正式從海軍退役除籍，預備全面拆解。下一艘企業號航空母艦預計於2025年開始服役。

## 建造、古巴導彈危機及大西洋服役
企業號在1958年2月4日於紐波特紐斯造船及船塢公司開始建造，在1960年9月24日下水，由時任美國海軍部長威廉·法蘭克（William B. Franke）夫人擲瓶。1961年11月25日，企業號正式服役，並在次月編入美國大西洋艦隊。
1962年1月12日，企業號到外海訓練飛行員，稍後編為水星-大力神6號的海面救援艦。由於太空船發射日期延遲，企業號最終要返回諾福克海軍基地預備試航，而救援艦則改由蘭道夫號航空母艦負責。2月5日企業號到加勒比海試航訓練，途經梅港及關塔那摩灣，並試飛A-5攻擊機，於4月8日返抵諾福克。企業號進入船塢檢修前，美國總統約翰·甘迺迪曾與多名政要登艦檢閱。
1962年6月19日，企業號再到外海訓練，並在7月4日美國國慶日到訪波士頓。接著企業號與福萊斯特號航空母艦等參加大西洋艦隊年度演習，於7月12日返抵諾福克，預備首次遠洋巡航。8月3日企業號離開諾福克，並先後到訪直布羅陀、康城、那不勒斯及蘇達灣（Souda Bay，位於克里特西北部），期間兩次與北約成員國海軍作聯合演習，而意大利總統安東尼奧·塞尼（Antonio Segni）亦曾登艦參觀。9月28日企業號於蘇達灣為羅斯福號航空母艦接替，在10月11日返抵諾福克。
企業號返港後僅數日，甘迺迪於10月19日下令派海軍封鎖古巴，以阻止蘇聯建造導彈基地，古巴導彈危機爆發。當日企業號即時前往加勒比海，在21日與艦隊會合，開始頻密派出機隊巡邏，在古巴外海設下封鎖線。26日，蘇聯拒絕停建導彈基地，而27日美國海軍向一艘潛艇投下警告性深水炸彈，幾乎令潛艇艦長發射核彈。數日後，美蘇之間達成秘密協議。蘇聯同意中止興建導彈基地，而美國則解除封鎖。危機方告結束。11月21日甘迺迪公開宣佈解除封鎖，而企業號則在12月8日返抵諾福克。稍後企業號曾試飛A-6A攻擊機及E-2A預警機。
1963年2月6日，企業號第二次前往地中海巡航，並先後到訪康城、雅典、巴勒莫、那不勒斯、科孚島、塔蘭托及羅德島。由於伊拉克及敘利亞先後發生齋戒月政變（Ramadan Revolution）及三月八日革命，復興黨以軍變執政，引發地區局勢緊張。企業號被派往地中海東部警備，並到訪貝魯特示警。稍後企業號回訪熱那亞、馬略卡島及巴塞羅那，與各北約成員國海軍交流，同時進行演習。8月24日企業號為獨立號接替，在9月4日返抵諾福克。接著企業號主要留在港口休整，或到近海訓練。
1964年2月8日，企業號第三次前往地中海，並在22日接替返國的獨立號，然後如常與本國及北約海軍軍艦演習。由於塞浦路斯的希臘及土耳其族群衝突加劇，企業號在到訪伊斯坦堡後，轉到塞浦路斯外海警備一周，然後才回訪西地中海的康城、那不勒斯及熱那亞。5月13日，企業號與長堤號及班布里奇號兩艘核動力軍艦合組演習，預備進行代號海環行動（Operation Sea Orbit）的環球航行。7月29日企業號正式為福萊斯特號接替，然後在31日組成第1特遣艦隊，開始環球航行，而海狼號核潛艇則在稍後加入。艦隊先後駛過象牙海岸、南非好望角、肯亞、巴基斯坦、印尼、澳洲、紐西蘭、合恩角、阿根廷及巴西，與多國進行外交及軍事交流，包括與英國皇家海軍胜利号航空母舰演習。10月3日企業號返抵諾福克，然後稍事休整。11月2日企業號進入船塢補充核燃料，同時進行各項翻修，包括增設綜合作戰情報系統及更換電子系統等。

## 越戰及太平洋艦隊

### 第二至第四階段滾雷行動

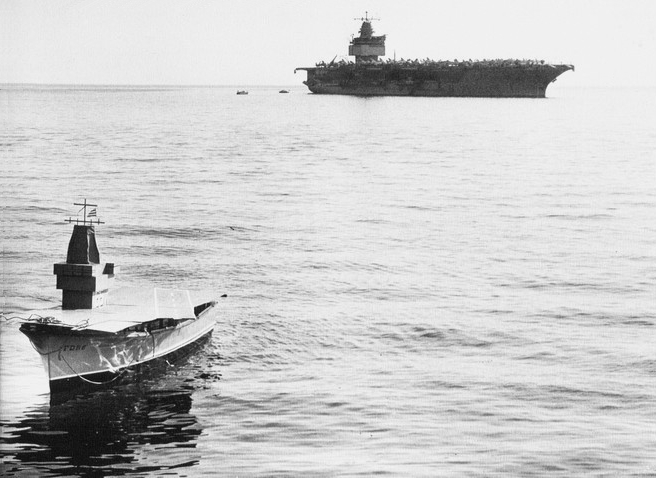
1963年3月，企業號第二次前往地中海巡航，並接替返國的羅斯福號。企業號不單是全球第一艘核動力航空母艦，同時亦是世上艦體最長船艦。為突顯企業號的龐大艦體，羅斯福號的水兵刻意將一艘快艇改裝成「企業號」，以為比較及娛樂。

企業號要到1965年6月才翻修完畢。此時美國已擴大於越戰的軍事行動，首階段滾雷行動在3月開始，而針對老撾東南部胡志明小道的鋼虎行動（Operation Steel Tiger）在4月開始；針對北越地對空飛彈的鐵手行動（Operation Iron Hand）亦在8月開始。然而，美軍的轟炸行動成效仍然有限，故海軍決定將企業號調入太平洋艦隊，以強化打擊力量。6月至10月期間，企業號留在近海試航及訓練，預備前往越南戰場。
10月26日，企業號離開諾福克，啟程前往西太平洋。11月20日企業號在馬六甲海峽外海接替獨立號，然後到蘇比克灣整裝。12月2日，企業號抵達南越外海的迪西站（Dixie Station），開始派飛機支援友軍，並轟炸邊和市外的越共游擊隊陣地。企業號也曾接待多名國內國外政客，觀摩航母艦上作業，當中包括南越總理阮高祺。
12月16日，企業號轉到北面的洋基站，開始轟炸非軍事區的敵軍目標。22日企業號、提康德羅加號及小鷹號三艘航母作聯合攻擊，派出超過100架飛機，攻擊汪秘鎮（Uông Bí）的火力發電廠；該處的發電廠供應河內市約三分之一的電力，以及海防市接近全部電力。這也是美軍首次獲准攻擊北越工業設施。三艦機隊分別在下午3時、3時30分及4時發動攻擊，企業號由北面進攻；提康德羅加號與小鷹號則由南面進攻。攻擊重創發電廠，使河內及海防電力供應銳減。25日聖誕節，詹森下令美軍停止空襲非軍事區，以向北越釋出善意，重開停火談判；但北越卻於1966年1月4日斥之為假意。在這段時期，企業號回到南方迪西站執勤，並與漢考克號及提康德羅加號攻擊南越境內的越共陣地，在17日進入蘇比克灣稍作休整，最後於26日到訪香港。企業號的到訪一度引起北京政府及香港左派不滿。
1966年2月1日，企業號離開香港，在4日返抵迪西站執勤。詹森在1月31日宣佈開始第三階段的滾雷行動，但仍局限於北越南部，並禁止攻擊北部的米格機場及工業設施，使北越可大量運輸各種防空炮、面對空飛彈及雷達設施到南方；美軍的飛機損失因此逐漸增多。企業號先在9日及10日派出機隊，支援美國第一步兵師第一旅掃蕩平陽省的越共陣地（行動代號Operation Quick Kick IV）。接著企業號調回洋基站，先後空襲了清化市及榮市的軍事設施，以及北緯17度以北的越共運輸路線。然而強烈東北季候風使越南天氣惡劣，削弱空襲成效。23日企業號前往蘇比克灣休整，在25日抵達。菲律賓總統馬可斯在3月11日曾登艦參觀，而中華民國總統蔣介石則在14日兩國聯合防空演習時登艦檢閱。

3月16日企業號再次回到洋基站執勤，空襲北越運輸路線。由於天氣惡劣，再加上北越防空火力與日俱增，美國艦隊的空襲成效甚為有限，而折損卻相對大增。在16日至25日之間，企業號的第9航空團一共有六架飛機遭防空炮或地對空飛彈擊落。針對日益增多的地對空飛彈，海軍開始為航空母艦飛機搭載AGM-45百舌烏反輻射飛彈，以協助摧毀地面飛彈發射台；又以混編機種的方式編組攻擊機隊，分配攻擊任務及目標，然後命各艘航空母艦一同出擊，以應付北越密集的防空飛彈。這些大型混合機隊攻擊任務亦稱為Alpha Strikes。4月1日，詹森下令展開第四階段滾雷行動，將海空軍的執勤範圍再作劃分，但仍然禁止攻擊主要工業設施。企業號在該星期集中空襲榮市的補給設施，然後於4月14日返抵蘇比克灣休整。
4月22日，企業號回到越南外海，並再次空襲非軍事區及胡志明小道等地的補給路線，亦開始攻擊越共的河道運輸。稍後企業號一度轉到南方，空襲湄公河三角洲一帶的越共據點。但不久美軍為集中艦隊打擊力量，決定將企業號、漢考克號、遊騎兵號四艘航母集中在洋基站，僅留下輔助攻擊航母無畏號於南面支援。然而在惡劣天氣下，企業號等艦的攻擊仍備受限制。5月15日企業號返抵蘇比克灣，旋即要離港避風，到20日才得以入港短暫休整。
5月23日，企業號又再返抵洋基站。針對北越大幅增加的水路運輸，企業號連日派飛機攻擊河道上的運輸艦隻，又猛烈空襲北越重要港口城市邊水。6月初企業號更獲准攻擊南定市的港口，以干擾海防市及河內市的補給。然而此類攻擊僅為特例，對北越的整體運輸影響不大。6月5日企業號離開越南，並在10日到蘇比克灣卸載武裝，預備返國。21日企業號穿越金門大橋，抵達新母港阿拉米達，稍後進入三藩市海軍船塢翻修。在船塢期間，企業號重修了艦上四門彈射器，更新艦上航空設施，並安裝了RIM-7海麻雀飛彈。

### 第四及第五階段滾雷行動

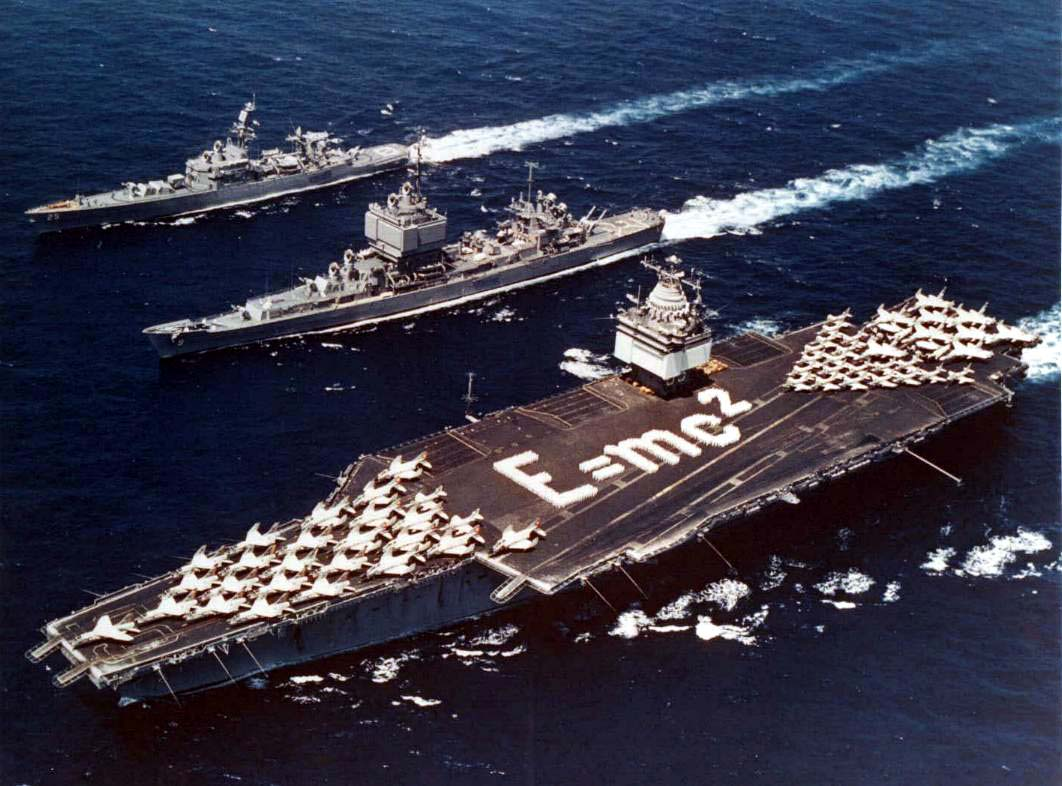
1964年7月31日，企業號、長堤號及班布里奇號飛彈巡洋艦三艘核動力軍艦正進行環球航行，以宣示美國海軍力量。企業號的官兵在飛行甲板排出著名的「E=mc²」質能等價公式，以紀念於核能有重要貢獻的愛恩斯坦。

1966年9月初，企業號完成翻修，並開始在近海試航及訓練。艦上第9航空團也首次編組可在惡劣天氣執勤的A-6A攻擊機。11月19日企業號離開阿拉米達，第二次部署到越戰戰區。企業號途經珍珠港及蘇比克灣，在12月18日抵達洋基站作戰，開始空襲榮市及河靜市的鐵路、公路及其他補給設施。
企業號重返戰場時，第四階段滾雷行動仍在進行，但美軍在6月底開始了POL攻擊行動，准許航母轟炸北越的儲油設施及工業設施；海軍與北越的米格機也有多次交火。然而企業號僅參戰一周，詹森在25日聖誕節再次下令美軍停火48小時，並在1967年元旦作另一次48小時停火。停火後企業號的A-6A攻擊開始在夜間及雨天出勤，並轟炸清化市、河靜市及寧平市周邊的鐵路設施，避過北越日間密集的防空火炮。1月16日企業號前往蘇比克灣休整，再在稍後到訪馬尼拉。
1967年2月1日，企業號回到洋基站作戰。由於空襲一直未能迫使北越重返談判，美軍再次計畫加強滾雷行動，並要求准許攻擊更多北越重要據點，以阻止北越從中國、柬埔寨及老撾等地獲得補給。8日美軍開始為期48小時的越南春節停火令，並預定停火結束後開展第五階段滾雷行動。不過由於蘇聯部長會議主席柯西金在13日訪問倫敦，詹森在權衡外交形勢後，在14日才批准行動開始。企業號在24日率先空襲了河內及海防市外的火力發電廠，再在26日開始於紅河佈置水雷，以打擊北越補給線。3月2日企業號返航蘇比克灣，再於14日轉抵香港休假，並停泊到青洲外海。
3月22日，企業號重返洋基站作戰。詹森再批准美軍攻擊海防及河內更多目標，但禁止攻擊區繼續保留。接著企業號先後空襲了海防外的海軍船塢、北江市的火力發電站及太原市的鋼鐵廠。執勤期間，南越將軍阮文紹、總理阮高祺及美國陸軍將領威廉·威斯特摩蘭曾登艦頒發軍獎。4月17日企業號前往蘇比克灣休整，於19日抵達。
4月29日，企業號回到前線執勤。艦隊在5月進一步增加飛機出擊數，去空襲北越多處目標；到5月底河內市中心附近的軍營亦首次遭美軍攻擊。不過空襲不久，華府重申河內市中心為禁止攻擊區。企業號先後攻擊了北寧市郊的軍營、海防海軍船塢及北江一帶的火力發電廠與煉油廠，同時空襲了白馬市的米格基地。5月27日企業號到蘇比克灣休整，於29日抵達。
6月5日，企業號返抵洋基站作戰。艦隊加倍空襲北越各地的補給路線，而企業號則先後空襲鴻基市及海陽市的鐵路系統，也攻擊過北越的防空飛彈發射台。20日企業號將部分武裝轉移到無畏號，然後啟程返國。稍後企業號途經蘇比克灣，於7月6日返抵阿拉米達，並進入船塢維修。9月企業號完成維修，留在近海試航訓練。

### 春節攻勢及越南化時期

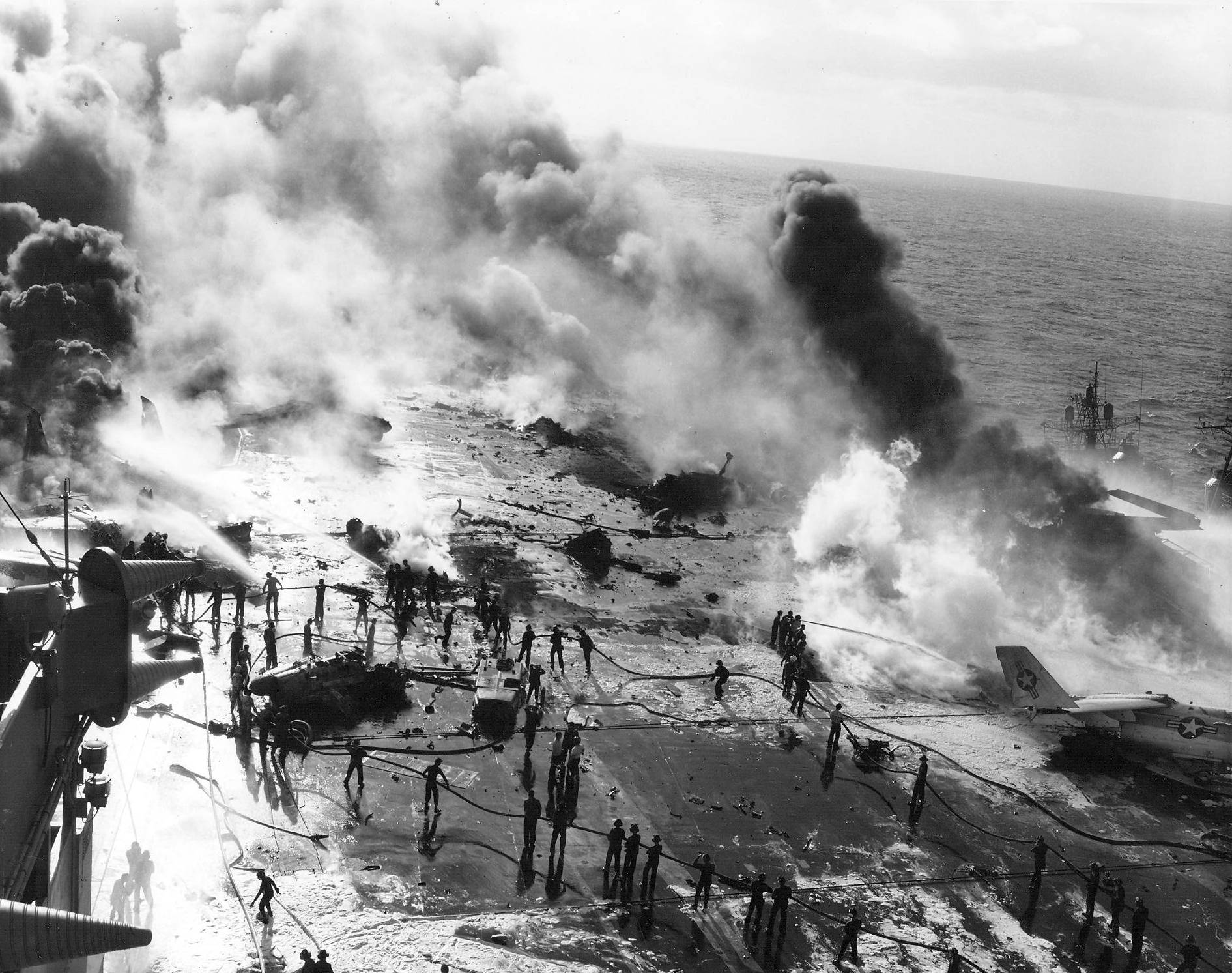
1969年1月14日，企業號在夏威夷外海訓練時，一架F-4戰鬥機的蘇尼火箭意外爆炸，波及多架飛機，引發燃燒超過三小時的大火。由於企業號採用裝甲甲板，故此受損相對輕微。相中可見企業號艦艉因500磅炸彈爆炸產生的彈坑。

1968年1月3日，企業號離開阿拉米達，途經珍珠港，在19日先訪問佐世保。這是日本自廣島原爆及長崎原爆以來，首次有核動力軍艦進入日本港口；再加上日本當時的反戰呼聲高漲，又值學運及工潮頂峰，企業號的到訪便引起極大反感，佐世保市更出現大規模反美示威。
企業號在1月23日離開佐世保，原訂前往越南戰場。然而同日北韓扣留普韋布洛號通用環境研究艦，朝鮮半島局勢突趨緊張。企業號及正在休整的遊騎兵號隨即前往日本海戒備。然而北韓此舉意在分散美國兵力。29日美國對北越的三日春節停火令開始生效，同日北越放棄游擊戰，發動大規模的春節攻勢，試圖一舉攻陷南越。越南戰況隨即吃緊。企業號要到2月16日才離開日本海，再途經蘇比克灣，於21日抵達洋基站執勤。接著企業號空襲了非軍事區的北越陣地，同時參與尼加拉瓜行動，集中支援溪生戰役的美軍陸戰隊，並攻擊清化、榮市及南北越各地的公路。2月26日，詹森批准攻擊河內港口。此時北越攻勢已開始崩潰；美軍亦因季候風轉趨強烈，使天氣惡劣，而要減少出擊，雙方再次談判停火。3月13日，企業號的機隊更炸毀了海防市郊的鐵路及公路兩用橋。18日企業號離開前線，於20日抵達蘇比克灣休整。
3月27日，企業號返抵洋基站作戰。31日詹森宣佈不再連任總統，並於同日命海空軍停止攻擊北緯20度以北的北越目標，僅可攻擊北越於南越的進攻部隊。提康德羅加號等隨即減少出擊，僅恢復鋼虎行動，攻擊老撾的胡志明小道補給線；同時空襲榮市的燃油設施及機庫。到4月3日，詹森進一步將禁止攻擊帶南移至北緯19度。企業號在15日曾截擊北越一支運輸車隊，最後在24日再次到蘇比克灣休整。
5月2日企業號又再回到洋基站。海軍此時集中打擊北越往南的補給線，又攻擊河靜省、榮市及演州縣（Diễn Châu）三地之間的北越軍據點，迫使北越逐步後撤。企業號在5月8日掃蕩了榮市西北方的燃油及彈藥庫，次日企業號一架F-4B戰鬥機更擊落了一架米格-21，是第九航空團於越戰的首次空戰勝利。13日巴黎和談重開後，美軍的出擊數開始下降，而企業號則在20日前往蘇比克灣及香港休假。
6月1日企業號回到洋基站執勤，並如常派飛機偵察海岸，攻擊北越補給線等等。艦隊飛機出擊數繼續因停戰和談而下降，而企業號在26日離開洋基站，啟程返國。7月18日企業號返抵母港阿拉米達，及後主要在美國西北海域及近岸訓練演習。

### 越南化時期、復活節攻勢與美國停火

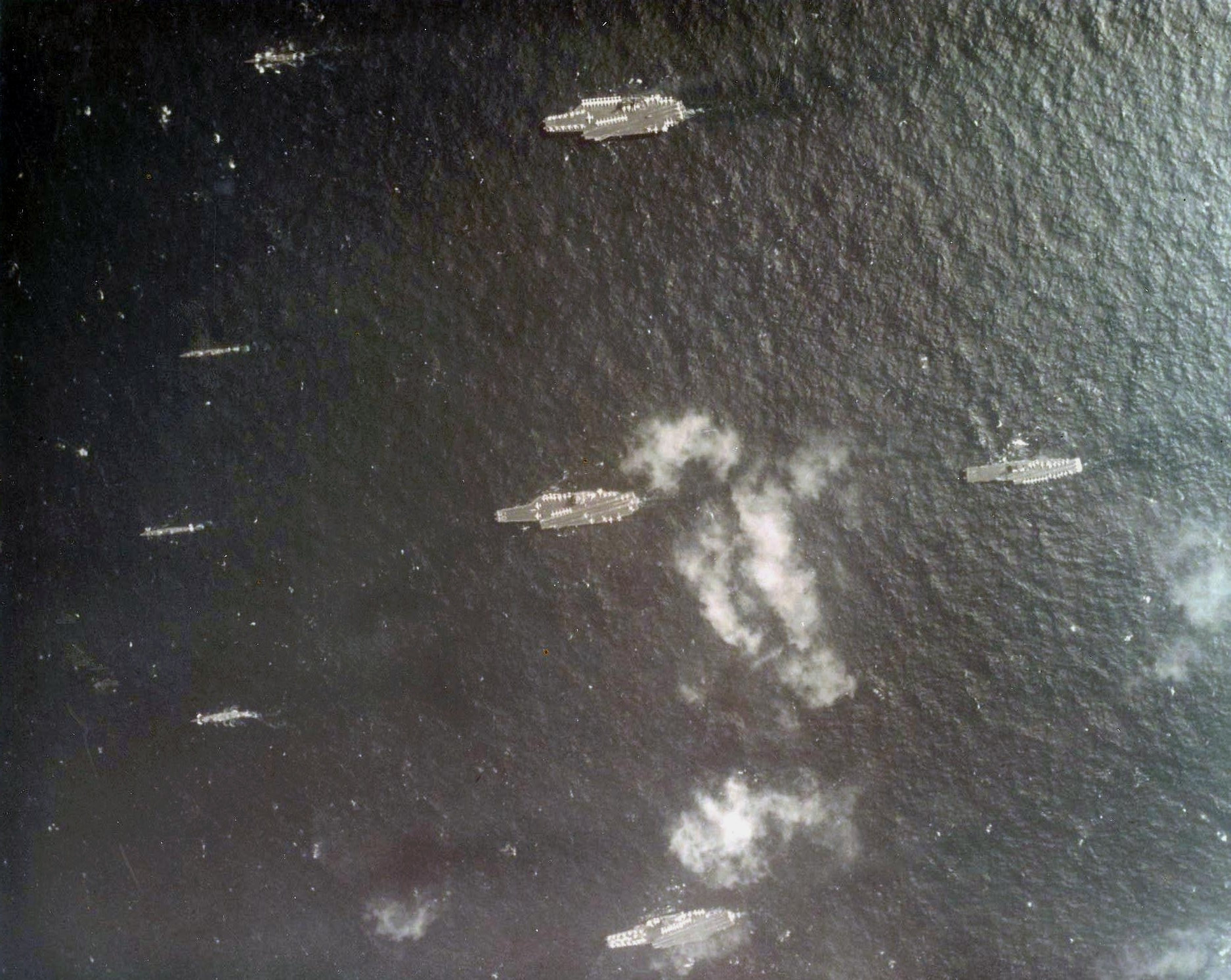
1973年1月初，美國第77特遣艦隊正在越南外海執勤。相中的四艘航母分別為企業號（中央）、奧里斯卡尼號（右方）、星座號（上方）及薩拉托加號。企業號在1965年由大西洋調到太平洋艦隊，以強化美國於越戰的空中打擊力量。由於企業號的機動力遠較其他航母優勝，又可搭載艾塞克斯級無法使用的A-6全天候攻擊機，特別適合於天氣時常惡劣的越南作戰。然而相片拍攝時美國已即將與北越停火，企業號的飛機轉為到老撾及柬埔寨執勤。

1969年1月6日，企業號前往珍珠港訓練演習。14日早上8時19分，企業號正在夏威夷外海預備派出飛機之際，艦艉一架F-4戰鬥機掛載的四支蘇尼火箭遇熱爆炸，旋即點燃該架F-4的航空燃料，引發大火。1分鐘後，大火引爆F-4另一邊機翼的三支蘇尼火箭，炸穿飛行甲板，使火勢蔓延至下層甲板。不久六枚Mk 82 500磅炸彈接連爆炸，進一步加劇火勢。大火在三小時後方告撲滅，艦上一共有28人死亡，344人受傷，17架飛機受損，而另外15架飛機則報銷。次日企業號旋即進入珍珠港船塢維修，直到3月4日才告完工。11日企業號啟程前往西太平洋，在31日開始在洋基站外海執勤。
此時美國艦隊主要派飛機到到南越及柬埔寨執勤，偶爾亦派飛機到北越各地偵察。4月15日，北韓擊落美軍一架EC-121偵察機，造成31名美軍死亡，朝鮮半島局勢又再緊張，美國隨即派艦隊到北韓海面示威。16日企業號離開越南，並在黃海與提康德羅加號、大黃蜂號及遊騎兵號會合，作警戒巡邏。事件逐步降溫後，企業號先後到訪蘇比克灣及新加坡，在5月31日才回到洋基站執勤。由於新任總統尼克遜推行越南化政策，美軍正逐步淡出戰爭，海軍只派飛機攻擊胡志明小道，間中亦攻擊非軍事區附近的北越補給點，並可以在指定情況下向北越防空炮還火攻擊。6月18日企業號啟程返國，在7月2日返抵阿拉米達。接著企業號繞道合恩角，在8月12日進入東岸的紐波特紐斯船塢維修，並更換核燃料。
1971年初企業號完成維修，在試航後回到母港阿拉米達，並換上第14航空團。稍作訓練後，6月11日企業號再次前往西太平洋，途經珍珠港及蘇比克灣，在7月15日抵達洋基站，並如常派飛機到老撾作戰。12月印巴戰爭爆發，美國為表支持巴基斯坦，而派企業號到印度洋及安達曼海演習。1972年1月25日企業號返航美國，在2月12日返抵阿拉米達。3月30日北越發動復活節攻勢，但企業號仍舊留在本土近海訓練。
1972年9月12日，企業號再次前往西太平洋，在10月3日開始在洋基站作戰。此時北越攻勢早被美軍第一階段後衞行動（Operation Linebacker I）擊潰，但艦隊繼續空襲北越境內設施。12月11日至17日期間，企業號到香港休假；由於北越與美國談判破裂，尼克遜18日宣布開始第二階段後衛行動，加倍空襲北越，更大幅增派B-52轟炸機，連日轟炸河內及海防市內多處受嚴密防禦的據點。企業號在19日回到洋基站作戰，除了在聖誕節短暫停火，其餘時間均派飛機轟炸北越工業設施。

1973年1月8日，基辛格與黎德壽在巴黎重開談判，而艦隊出擊數也隨之逐步降低，並在15日完全停止轟炸北越。企業號等改為派飛機到老撾及柬埔寨，空襲該處的共產黨游擊隊，而同月27日巴黎和平協約終於簽訂，美國與北越停火。2月5日企業號開始派飛機到東京灣掃雷，任務完成後又到訪新加坡，最後到台灣與中華民國空軍作聯合演習。5月28日企業號由蘇比克灣啟程返國，於6月12日返抵阿拉米達。8月2日企業號進入布雷默頓船塢維修改建，以搭載新式的F-14戰鬥機。

1974年1月20日，企業號離開船塢，留在近海訓練，並在3月先後試飛了F-14戰鬥機及S-3反潛機。到9月17日，企業號離開母港阿拉米達，先後到夏威夷及菲律賓演習，並在11月到香港休假。12月企業號短暫到南越外海執勤，在1975年1月到波斯灣巡航，並途經迪戈加西亞島。2月5日企業號到訪蒙巴薩，但不久毛里裘斯遭熱帶氣旋吹襲，企業號在12號轉抵路易港，並派員到陸上協助救災。2月底企業號回到西太平洋演習。

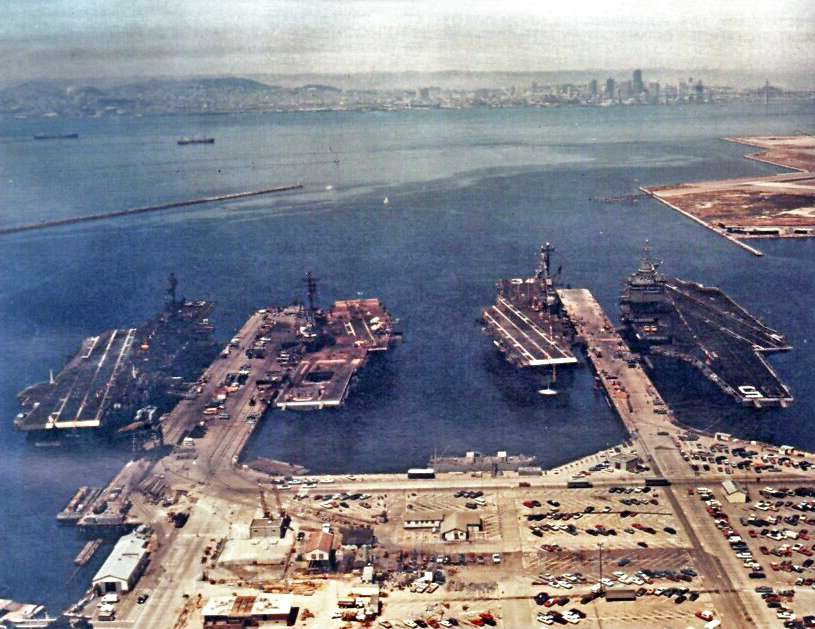
1974年美國國慶停泊在舊金山灣區阿拉米達軍港的航空母艦, 由左至右為珊瑚海號(中途島級), 漢考克號與奧里斯卡尼號(皆為艾塞克斯級)和企業號

1975年3月10日，北越派軍攻擊越南中央高地的要害邦美蜀市，而南越總統阮文紹卻在3月17日宣佈棄守中央高地，命南越軍隊後撤，使南越國境一夕之間無險可守。不久各處的南越軍隊開始潰散，而北越則乘勢加速向南突進；柬埔寨等地的共產勢力亦加速進攻政府軍。由於東南亞的局勢已無法挽回，美國下令軍隊預備撤僑。3月28日至4月9日之間，企業號在南越外海戒備，然後為中途島號接替，到蘇比克灣休整。這使企業號錯過了12日撤走金邊人員的鷹遷行動（Operation Eagle Pull）。
企業號在菲律賓休假時，漢考克號剛好臨時改裝為兩棲突擊艦，以騰出空間接載美國僑民及其他難民。結果企業號暫時接收了駐漢考克號的第21航空團，在4月15日回到越南外海。29日常風行動（Operation Frequent Wind）開始，美軍開始撤走西貢人員。漢考克號、中途島號及其他兩棲突擊艦不斷派直升機到西貢撤僑，而企業號及珊瑚海號則派戰機掩護，確保美軍撤退路線安全。這也是企業號的F-14戰鬥機首次參與的戰爭任務。4月30日早上，美軍最後一架直升機離開西貢，而北越坦克則在接近中午駛入統一宮。越戰至此正式結束。
企業號在蘇比克灣卸載後，啟程返航阿拉米達，在5月20日抵達，然後留在近海訓練或船塢維修。

## 印度洋及太平洋巡航

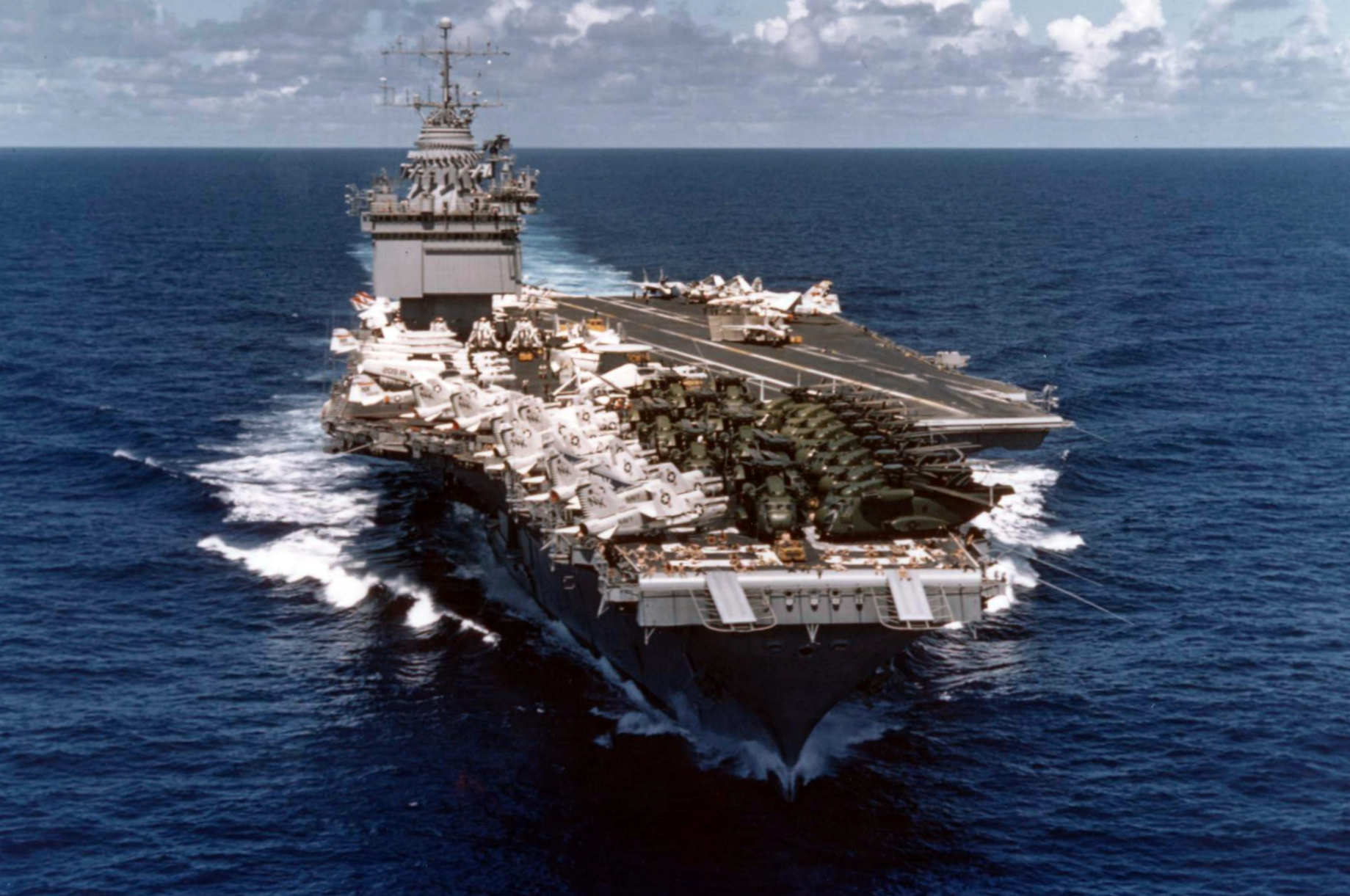
1975年5月20日，企業號即將返抵母港阿拉米達，艦上飛行甲板擠滿了海軍陸戰隊的直升機。一個月前北越即將攻滅南越，美國派海軍執行常風行動，撤走西貢僑民。企業號當時主力派飛機作空中掩護，而甲板上的陸戰隊直升機則從其他航母及兩棲突擊艦起飛載人。斜角飛行甲板可見企業號新裝備的F-14戰鬥機。

1976年7月30日，企業號第八次前往西太平洋，並到訪珍珠港、蘇比克灣、香港及霍巴特，先後與日本海上自衛隊及皇家澳洲海軍演習。1977年初企業號進入印度洋，並在2月19日到訪蒙巴薩。期間烏干達總統伊迪·阿敏下令禁止美國公民離開邊境，以報復大半年前美國默許以色列發動恩德培行動，營救於烏干達境內遭挾持的人質。企業號隨即離開與烏干達敵對的肯亞，在2月25日到烏干達外海警備，直到美國與烏干達在外交上解決危機後，才啟程返回西太平洋。3月28日企業號返抵母港阿拉米達，並留在近海訓練。
1978年4月4日，企業號第九次部署到西太平洋，並先參與該年度的環太平洋演習。接著企業號先後到訪蘇比克灣、香港、費利曼圖、及新加坡，並與皇家澳洲海軍演習。航行期間，企業號曾在南中國海救起越南船民，亦多次遭遇蘇聯偵察艦隻及飛機。9月中企業號與中途島號在沖繩海域作兩棲登陸演習後，啟程返回美國，於10月30日返抵阿拉米達，然後留在近海訓練。1979年1月，企業號進入布雷默頓海軍船塢，進行維期36個月的大修，當中包括更換原有的相位陣列雷達、維修核反應爐、更新通訊設備等等。
1982年2月2日，企業號完成維修，開始在近海試航訓練，並換駐第11航空團。9月1日企業號第10次部署到西太平洋，但先到阿留申群島與中途島號航空母艦會合，作聯合演習。這是美國在第二次世界大戰後，首次派出多艘航空母艦到該處演習。為表抗議，蘇聯即時舉行反演習，派轟炸機模擬空襲海上的兩支航空母艦編隊。演習後企業號途經日本海、蘇比克灣及新加坡，並前往印度洋，期間再次救起小量越南船民。企業號在11月初到訪蒙巴薩，改到北阿拉伯海巡航，在1983年初回到西太平洋，並先後到訪香港及佐世保。是次到訪佐世保再未出現大規模反美示威。3月底到4月初，企業號與中途島號及珊瑚海號會合，在西北太平洋作聯合演習，最後在4月28日返抵阿拉米達。
1984年5月30日，企業號第11次部署到西太平洋，並再次參與環太平洋演習。稍後企業號途經蘇比克灣及香港，在8月24日接替返國的美利堅號，開始在北阿拉伯海巡航，為兩伊戰爭一事戒備。11月5日企業號返航西太平洋，在偵察越南金蘭灣的蘇聯基地後，於12日進入蘇比克灣休整。19日企業號與中途島號及卡爾文森號在日本海演習，最後在12月20日返抵阿拉米達。整個1985年，企業號均留在近海訓練演習。11月2日企業號演習期間觸礁受損，而要回到船塢維修。
1986年1月13日，企業號再次前往西太平洋及印度洋巡航，並在2月17日進入蘇比克灣。同月25日菲律賓爆發人民力量革命，總統馬可斯被推翻下台，並流亡美國。企業號延長在蘇比克灣停留時間，以宣示力量。3月初企業號途經新加坡，到印度洋與巴基斯坦海軍演習，期間企業號曾遭正在演習的印度海軍飛機偵察，而蘇聯偵察部隊則緊接而來。在卡拉奇停泊後，企業號前往阿拉伯海及阿曼灣巡航，並以馬西拉島為執勤期間的休整站。4月15日大西洋艦隊兩艘航母空襲利比亞，企業號先留在亞丁灣戒備，然後在29日橫越蘇伊士運河，前往利比亞外海。這是企業號22年來首次返回地中海。稍後企業號主要攔截從利比亞升空的蘇聯飛機，並先後到訪那不勒斯、土倫及西西里奧古斯塔港。6月25日企業號啟程返回美國西岸，先後途徑直布羅陀、好望角、澳洲珀斯、蘇比克灣及珍珠港，最後在8月13日返抵阿拉米達，並進入船塢維修。
1987年，企業號大部分時間均在西岸訓練演習，並在8月參與西雅圖每年舉辦的海洋節。10月25日，企業號再到阿拉斯加外海演習，於11月24日返抵阿拉米達。由於卡爾文森號在1月曾進入白令海峽，是次演習再次引起蘇聯抗議。
1988年1月5日，企業號第13次前往西太平洋及印度洋巡航，後與菲律賓、印尼及新加坡海軍演習。2月企業號到北阿拉伯海，與法國海軍克列孟梭號航空母艦一同執勤。其時伊拉克及伊朗經常攻擊波斯灣的油輪，企業號參與摯誠意志行動 （页面存档备份，存于）（Operation Earnest Will），協助保護懸掛美國旗幟的油輪，並多次攔截伊朗船隻及蘇聯飛機。4月14日美國海軍導彈護衛艦塞繆爾・B・羅伯特號 （页面存档备份，存于）（Samuel B. Roberts, FFG-58）遭伊朗水雷重創，為報復損失，18日美軍發動螳螂行動（Operation Praying Mantis），進攻伊朗軍隊駐紮的兩座鑽油台，而企業號則派飛機作空中支援。伊朗先後派出護衛艦、快艇及F-4戰鬥機應戰，雙方水面軍艦在海上交火，並以反艦導彈互相攻擊。企業號的A-6攻擊機先與斯特勞斯號驅逐艦擊沉了薩漢德號護衛艦（Sahand, سهند），再重創撒巴蘭號護衛艦（Sabalan, سبلان）。為免事態失控，艦隊在擊傷撒巴蘭號後撤退，恢復護航任務。5月18日企業號為福萊斯特號接替，返回西太平洋，並到訪蘇比克灣、香港及釜山。6月23日企業號與卡爾文森號再到阿拉斯加演習，在28日到西雅圖休整，最後於7月3日返抵阿拉米達。
1989年9月17日，企業號最後一次離開阿拉米達，前往西太平洋巡航，然後調回大西洋艦隊。10月中企業號與卡爾·文森號航空母艦、新澤西號戰艦及密蘇里號戰艦合組，先後與日本海上自衛隊及南韓海軍演習，然後到訪香港及菲律賓。同年12月菲律賓再發生政變，在阿基諾夫人的請求下，老布殊派企業號及中途島號到菲律賓外海戒備，並派戰機封鎖叛軍控制的機場，使政變迅即瓦解。接著企業號到訪新加坡及芭堤雅，然後到北阿拉伯海參與護航行動。1990年2月企業號離開阿拉伯海，繞道南大西洋及里約熱內盧，在3月16日進入諾福克軍港。
1991年1月1日，企業號進入紐波特紐斯船塢作現代化改修，並第三次補充核燃料。這使企業號錯過同年爆發的波斯灣戰爭。

## 大西洋艦隊與中東衝突

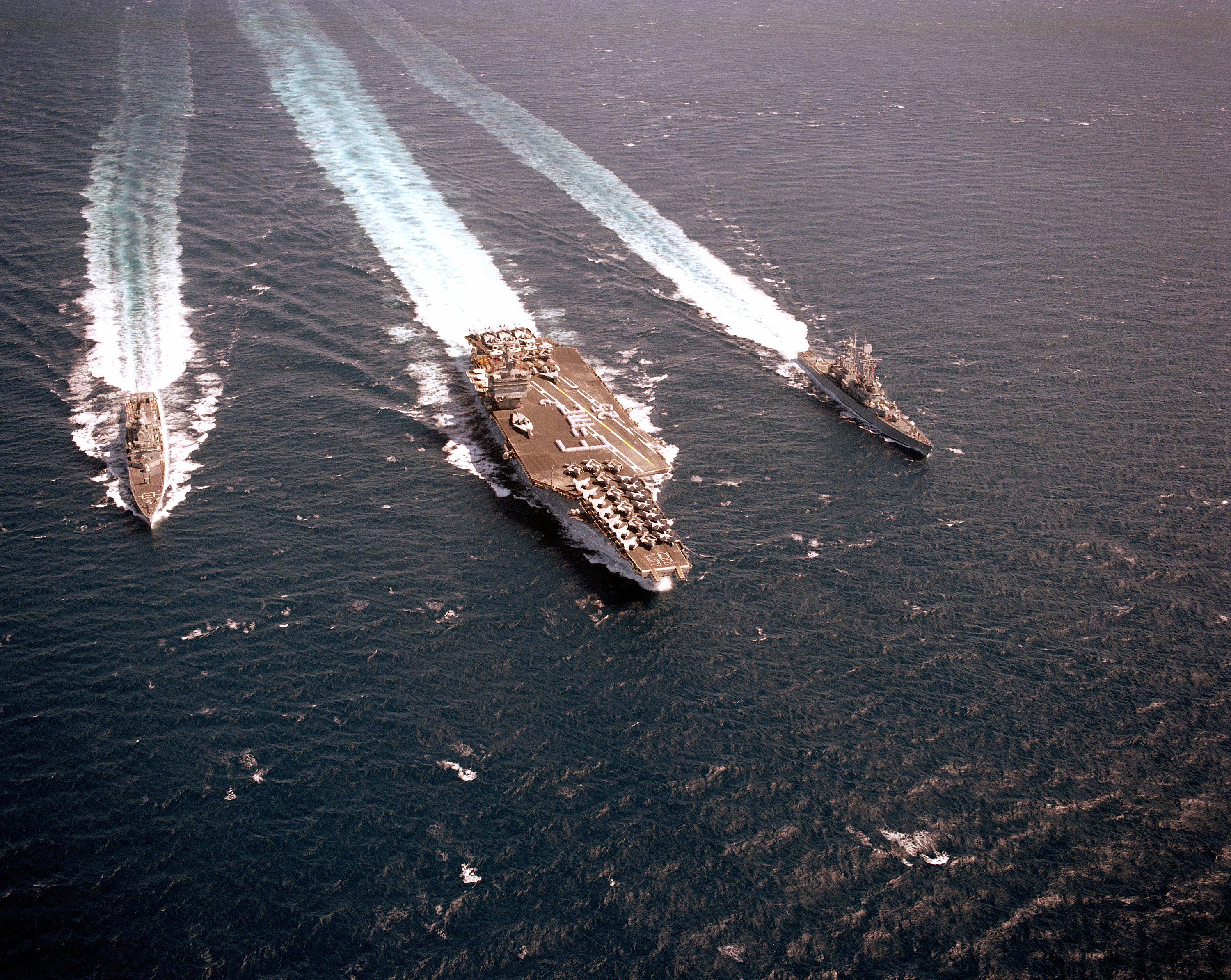
1986年9月17日，企業號、特魯斯頓號及阿肯色號三艘核動力軍艦正在海上航行，紀念25年前第1特遣艦隊的環球航行。越戰結束後，企業號曾部署到多個海域，既參與了兩伊戰爭期間的油輪護航，與伊朗海軍於波斯灣交火，又曾封鎖利比亞空域，到菲律賓戒備政變，拯救南中國海的越南船民，以至到北太平洋威嚇蘇聯。

1994年9月27日，企業號完成維修，留在近海試航訓練，並換上第17航空團。要到1996年6月28日，企業號才再次部署外海，前往地中海及阿拉伯海巡航，並在7月中派飛機到波斯尼亞執勤，以履行波斯尼亞戰爭的岱頓停火協定，由北約維和部隊監督停火。接著企業號到訪馬略卡島、康城、蘇達灣及羅得島，在9月15日橫越蘇伊士運河，進入阿拉伯海。其時伊拉克正受庫爾德內戰波及，美軍在9月3日發動沙漠襲擊行動（Operation Desert Strike），派卡爾文森號戰鬥群攻擊伊拉克多處軍事據點，試圖迫使薩達姆撤走圍攻艾比爾的軍隊。企業號自9月到11月開始參與南方守望行動，以維繫聯合國設下的禁飛區。11月25日企業號啟程返國，並途經那不勒斯，最後於12月20日返抵諾福克。1997年，企業號主要留在船塢維修。
1998年11月6日，企業號搭載第3航空團，再次前往地中海及阿拉伯海巡航，在19日橫越蘇伊士運河，然後於23日接替艾森豪號航空母艦，參與南方守望行動。12月16日，美國以薩達姆違反聯合國安理會687號決議，發動沙漠之狐行動，轟炸伊拉克多處軍事設施。企業號與卡爾文森號在16日至19日參與空襲，然後恢復南方守望行動。12月底企業號返回地中海，並先後到訪蘇達灣、安塔利亞、利佛諾及第里雅斯特。期間科索沃再有阿爾巴尼亞人遭塞爾維亞人屠殺，企業號進入亞得里亞海巡航，到1999年3月18日才回到阿拉伯海執勤。4月12日企業號啟程返國，於6月20日返抵諾福克，再次進入船塢維修。整個2000年，企業號均留在近海訓練。

## 反恐戰爭及地區危機

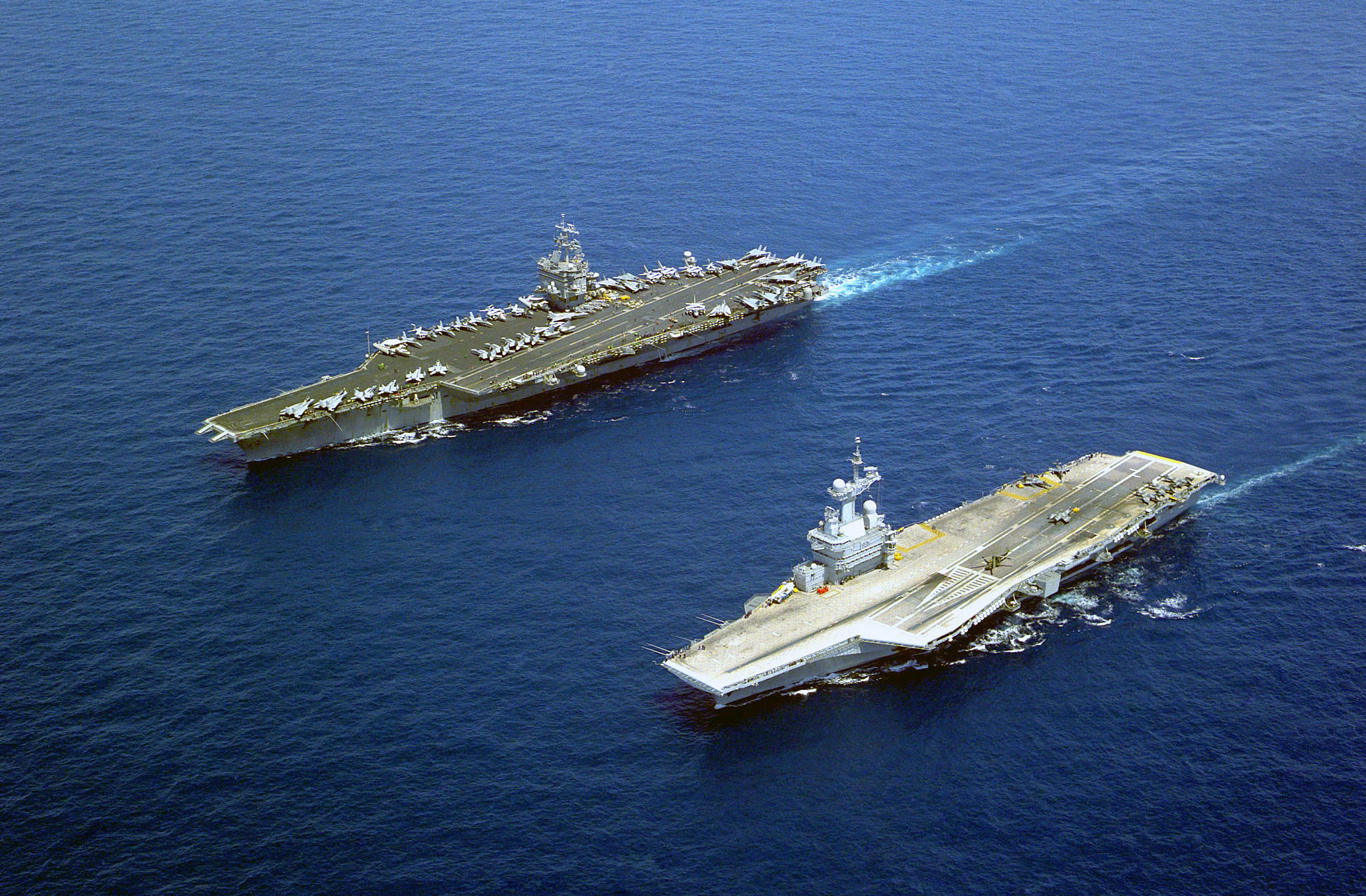
2001年5月16日，企業號正與法國海軍戴高樂號航空母艦在海上演習。企業號在1990年調回大西洋艦隊，並長期在地中海及北阿拉伯海執勤。同年9月10日企業號部署完畢，並啟程返國，但次日美國發生九一一恐怖襲擊，使企業號即時參與首階段的持久自由行動。

2001年4月25日，企業號搭載第8航空團，前往大西洋及阿拉伯海執勤。稍後企業號到訪馬略卡島、康城、那不勒斯、英國樸茨茅夫、里斯本及羅得島，並曾與戴高樂號航空母艦演習。8月企業號進入阿拉伯海，接替返國的星座號，開始執行南方守望行動。8月25日企業號到訪杜拜的捷貝阿里港（Jebel Ali），留在波斯灣執勤。9月10日企業號離開霍爾木茲海峽，預備經好望角返回諾福克。
2001年9月11日，美國遭受九一一恐怖襲擊。企業號聞訊後即時調頭，立即趕往巴基斯坦100哩外海，恢復南方守望行動，為第一艘抵達該處的美國軍艦。9月16日企業號為卡爾文森號接替，旋即調往北阿拉伯海待戰。10月6日美國持久自由行動開始，阿富汗戰爭爆發。企業號開始晝夜派飛機轟炸塔利班據點，甲板飛行作業更曾持續36小時。25日企業號為羅斯福號接替，途經蘇達灣，在11月10日返抵諾福克，預備進入船塢維修。12月7日，總統小布殊在珍珠港事件60周年紀念日，到企業號發表演說，並展望美國發動的反恐戰爭前景。
2003年5月6日，企業號換駐第1航空團，開始在近海試航訓練。8月28日企業號再次前往阿拉伯海，在10月13日橫越蘇伊士運河，再在22日進入霍爾木茲海峽，開始參與阿富汗及伊拉克戰爭。此程也是F-14戰鬥機最後一次在艦上執勤。11月5日至15日，企業號參與了分解山脈行動（Operation Mountain Resolve），派飛機支援聯軍空降興都庫什山脈，並擊斃阿富汗伊斯蘭協會（Hezbi Islami）的武裝人員。16日至18日企業號又參與鐵鎚行動（Operation Iron Hammer），支援美軍於巴格達搜捕伊拉克游擊隊。12月21日企業號到巴林麥納瑪休假，在2004年2月初啟程返國，並途經那不勒斯，最後於2月29日返抵諾福克，再次進入船塢待命。
2005年10月，企業號完成維修，再在近海試航訓練。到2006年5月2日，企業號再次前往阿拉伯海，並先後到訪斯普利特及蘇達灣。其時正值伊朗核問題惡化，伊朗總統艾哈邁迪內賈德剛在4月11日宣佈伊朗成功提煉濃縮鈾，企業號的部署便引來媒體猜測。企業號在6月29日通過霍爾木茲海峽，開始支援伊拉克戰事。7月5日北韓試射多枚大浦洞二型飛彈，而企業號卻在6日離開阿拉伯海，前往闊別多時的西太平洋，並先後於7月18日及27日到訪釜山及香港。8月企業號到訪新加坡及吉隆坡，然後重返北阿拉伯海執勤。11月1日企業號返航美國，在7日到里斯本休假，最後於18日返抵諾福克。
2007年7月7日，企業號再次前往阿拉伯海，先與北約海軍演習，然後到訪康城。8月1日企業號橫越蘇伊士運河，並在5日開始在阿拉伯海執勤。由於11月初美軍將所有F-15戰鬥機停飛，以全面檢查機件，避免發生解體事故，企業號的F/A-18戰鬥機一度暫代空軍出缺，為美軍提供對地密接支援。12月1日企業號啟程返國，在19日返抵諾福克。
2008年4月11日，企業號進入紐波特紐斯船塢大修。由於企業號艦齡已高，維修費用不斷上升，美國海軍軍令部長拉夫黑德最終向國會提案，將企業號的退役年期由2014年提前至2012年，使美國在福特號航空母艦下水前只有10艘在役航母。2009年10月國會兩院軍事委員會通過決議，准許企業號提早退役。2010年4月19日，企業號終於完成維修，並留在近海試航訓練。是次維修比原計劃超時八個月，費用更高達六億五千五百萬（655,000,000）美金，超支達46%。
2011年1月13日，企業號離開諾福克，再前往阿拉伯海。此時中東地區爆發阿拉伯之春，而利比亞內戰也一觸即發。企業號先後到訪里斯本及馬爾馬里斯港，在2月15日橫越蘇伊士運河。其時適逢伊朗宣佈將派軍艦橫越運河，前往敍利亞外海，企業號的動向一度引起傳媒猜測。2月18日美國一艘遊艇（艦名Quest）遭索馬里海盜挾持，海軍派企業號戰鬥群到場處理。當雙方人員在斯特雷號驅逐艦談判期間，斯特雷號突遭海盜發射火箭攻擊。艦隊即時派員登上遊艇，並與海盜駁火。最後美軍擊斃4人，其餘15人投降，4名美國人質安全獲救。稍後企業號主要在紅海、阿拉伯海及亞丁灣巡航，支援阿富汗戰事。至於隸屬其戰鬥群的巴里號驅逐艦，則在奧德賽黎明行動率先向利比亞發射導彈。6月24日企業號啟程返國，並途經蘇達灣及馬略卡島，於7月15日返抵諾福克。是次巡航企業號一共執行九次反海盜任務，並拘留了18人。11月25日，企業號舉行服役50周年生日會。
2012年3月11日，企業號離開諾福克，最後一次作遠洋巡航。這是企業號第24次部署到海外執勤。28日企業號到訪比雷埃夫斯，然後於4月4日橫越蘇伊士運河，在8日開始在北阿拉伯海執勤。此行企業號如常派飛機支援阿富汗美軍，並在波斯灣內巡航戒備。10月12日企業號啟程返國，途經那不勒斯，最後於11月4日返抵諾福克，預備退役。

## 退役及未來狀況
企業號在2012年12月1日舉行退役儀式。退役後企業號將會卸除核燃料，同時移除核反應爐。由於海軍拆除核反應爐時，必須拆解機庫兩層甲板以下的大部分艦體，故此企業號肯定無法保留作博物館艦。至於企業號的艦島建築，也因成本過高而無法保留。在企業號的退役典禮上，美國海軍部長宣佈將籌建中的一艘福特級航空母艦命名為企業，以為承傳。
2013年6月20日，企業號由拖船拖離諾福克海軍基地，在同日抵達紐波特紐斯造船廠，隨即開始拆除核反應爐及卸除核燃料。
移除工序完成後，美國海軍在2017年2月3日正式將企業號退役除籍。企業號將繼續拆除受輻射污染的艦體，準備拖往美國西岸的普吉灣海軍基地全面拆解回收。部分鋼材將用作建造新一代的企業號航空母艦。

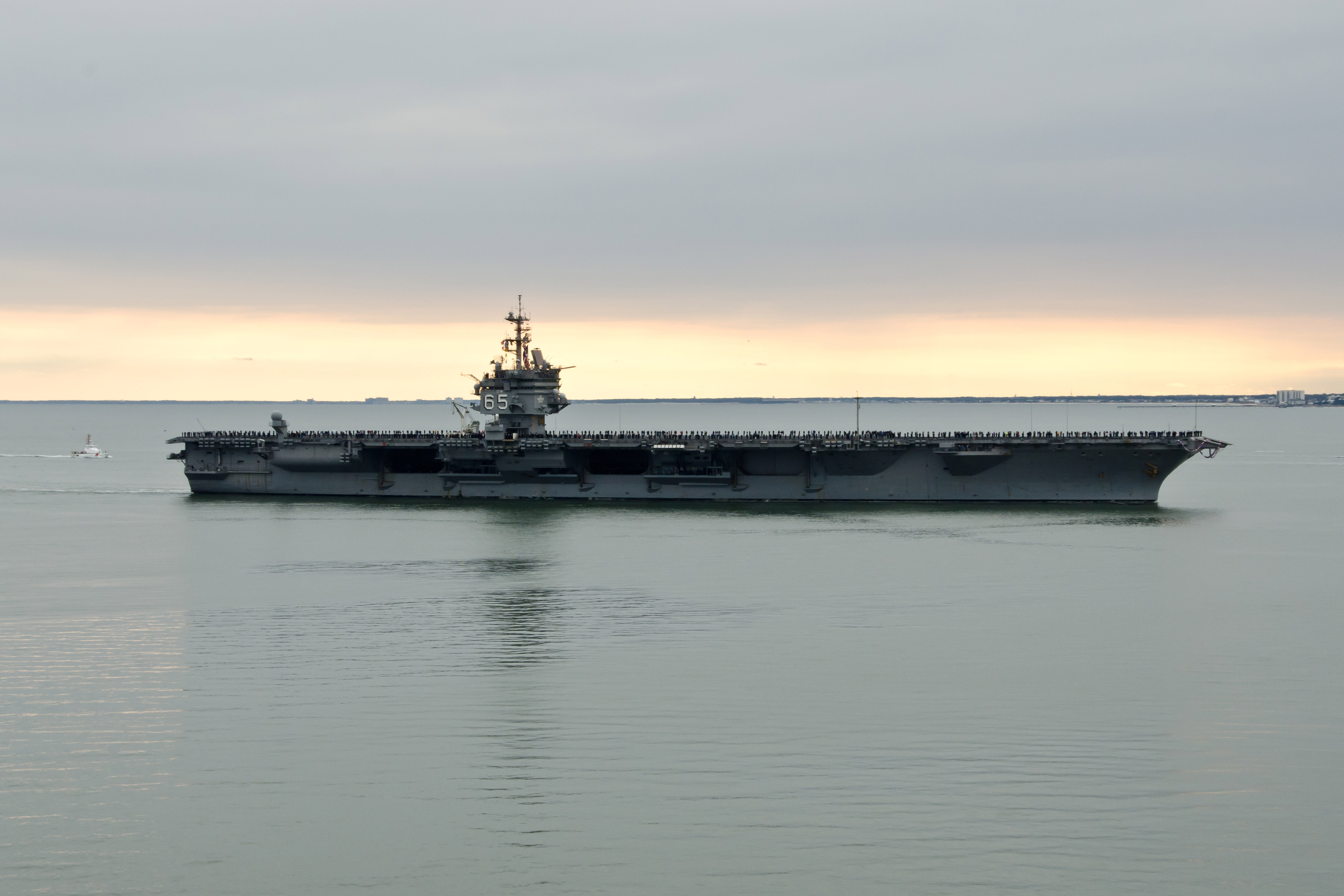
11月4日，企業號返抵諾福克，並預備退役。
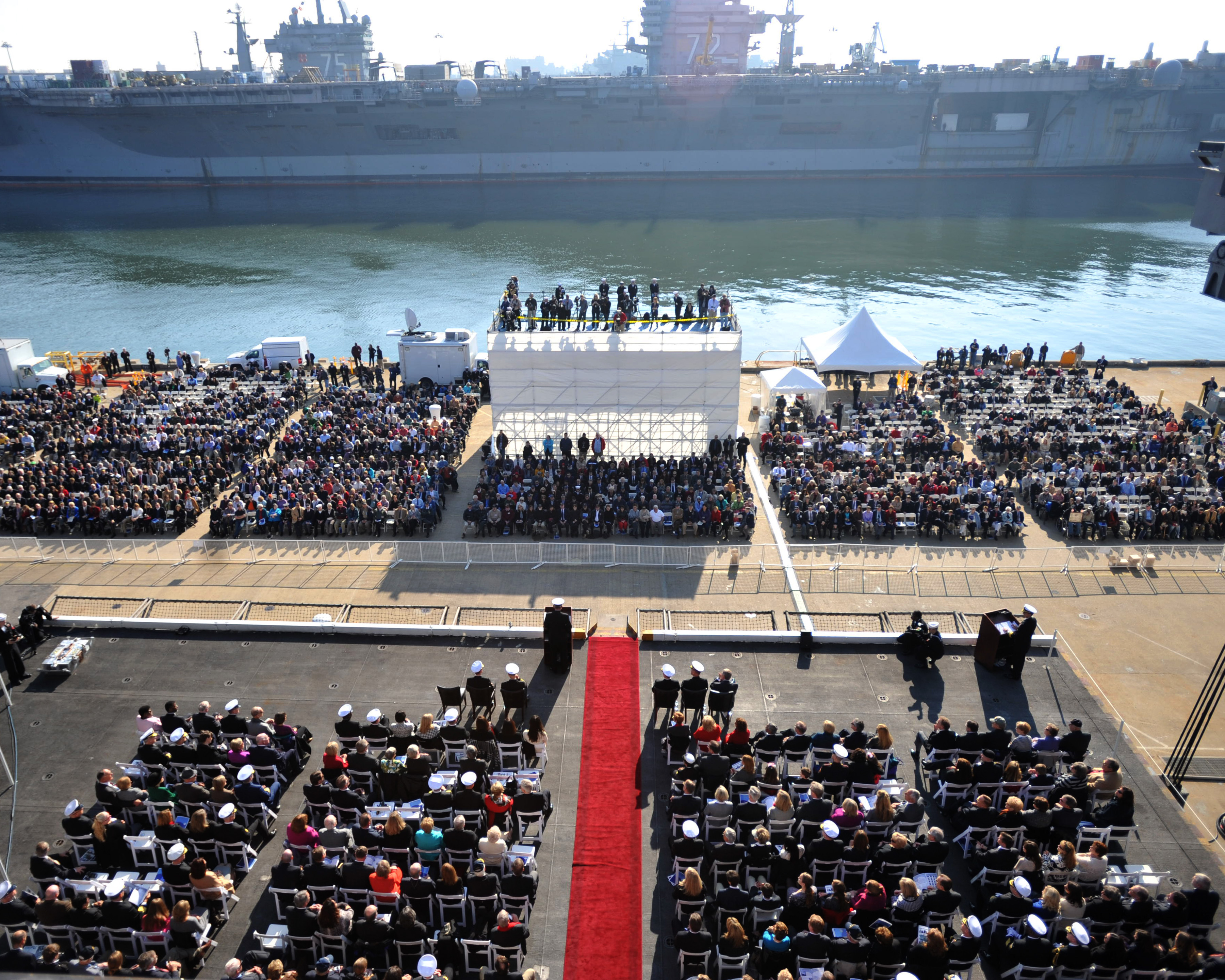
2012年12月1日，企業號於諾福克舉行退役典禮。背景可見林肯號及杜魯門號正在停泊。典禮上美國海軍部長宣佈將籌建中的CVN-80命名為企業，以延續企業號艦名。新艦將是美國史上第三艘企業號航空母艦。
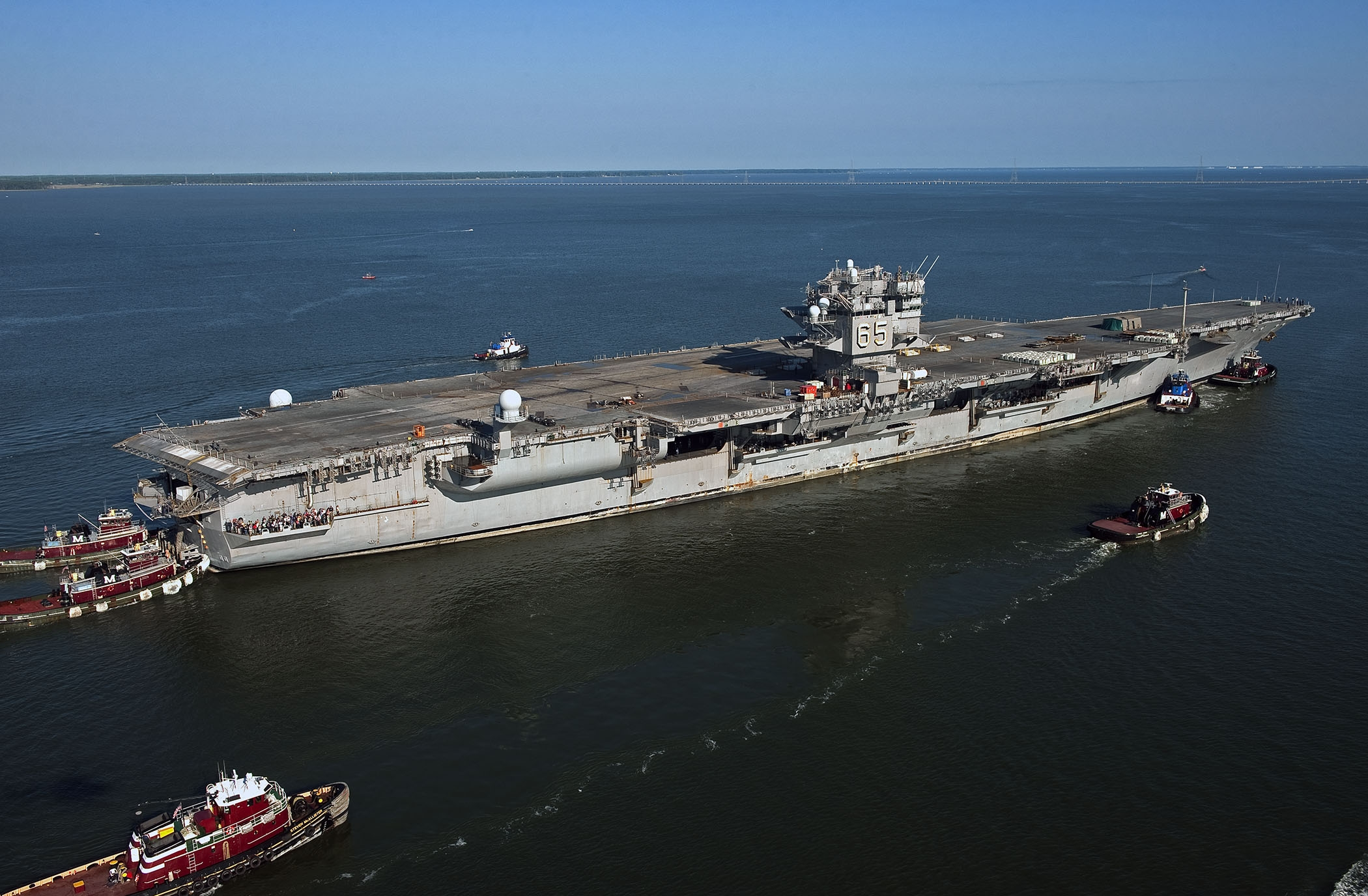
2013年6月20日，企業號由拖船拖往紐波特紐斯造船廠，拆除核反應爐及卸除核燃料。注意艦島的雷達與天線已經在2013年上半年拆除。企業號雖然已經舉行退役典禮，但要到核燃料全數卸除後，才會正式退役。

## 大眾文化
企業號曾參與多部電影拍攝，包括1986年為海軍航空隊宣傳的《壯志凌雲》，以及1990年的《追擊赤色十月》。星艦奇航記系列電影也有多艘星艦以企業號為名。

## 榮譽
截至2012年11月，企業號一共獲得以下軍事獎項：
| Gold star · Gold star · Gold star · Gold star                       |                                         |                                                       |
|                                                                     | Bronze star · Bronze star               | Bronze star · Bronze star · Bronze star · Bronze star |
|                                                                     | Bronze star                             | Bronze star · Bronze star                             |
| Silver star · Bronze star · Bronze star · Bronze star · Bronze star | Silver star · Silver star · Bronze star | Bronze star                                           |
|                                                                     |                                         | Bronze star                                           |
| Bronze star                                                         | Silver star · Silver star · Silver star |                                                       |
|                                                                     |                                         |                                                       |

| 海軍作戰行動勳表： 五次    |                             |                         |
| 三軍部隊嘉許獎             | 海軍部隊嘉許勳表： 三次     | 海軍部隊嘉許獎： 五次   |
| 戰鬥高效勳表： 三次        | 海軍遠征獎章： 兩枚         | 國防部服役獎章： 三枚   |
| 武裝部隊遠征獎章： 10枚    | 越南服役獎章： 11枚戰鬥之星 | 西南亞服役獎章： 一枚   |
| 反恐戰爭遠征獎章           | 反恐戰爭服役獎章            | 武裝部隊服役獎章： 兩枚 |
| 人道主義服役獎章： 兩枚    | 海上部署服役勳表： 16次     | 南越總統部隊嘉許勳表    |
| 棕櫚葉越南英勇十字部隊嘉許 | 北約獎章（前南斯拉夫地區）  | 科威特解放獎章          |